# إيفاريستو كوستا
إيفاريستو كوستا (بالبرتغالية: Evaristo Costa‏) هو صحفي برازيلي، ولد في 30 سبتمبر 1976 في ساو جوزيه دوس كامبوس في البرازيل.